# 每齿进给量
每齿进给量指的是多齿铣刀每旋转一个齿间角时，铣刀相对工件在进给方向上的位移。对齿数为N的铣刀，进给速度{\displaystyle v_{f}}与进给量{\displaystyle f}和每齿进给量{\displaystyle f_{t}}存在如下关系：
{\displaystyle v_{f}=f*n=f_{t}*n*N(n}为主轴转速)